# Дурасова, Мария Александровна
Мария Александровна Дурасова (1891—1974) — русская актриса театра и кино, заслуженная артистка Республики (1928; звание присваивалось с 1919 до указа 1931 г., учредившего звание заслуженного артиста РСФСР).

## Биография
Мария Дурасова родилась 12 (24) июля 1891 года в Москве, в дворянской семье. Для будущего развития Марии как человека и актрисы, по её собственному признанию, колоссальное влияние имело детство, проведенное в деревне, в небольшом родительском имении под Москвой. Там она имела возможность испытать все радости деревенской жизни, увидать, услыхать, почувствовать природу во всех её необыкновенных проявлениях.

«Как природу, любила я и искусство — музыку, пение и танцы. Балет прежде всего был предметом моих мечтаний. В 6 лет я в упоении танцевала и молила отдать меня в балет, но мои родители считали, что сначала надо кончить гимназию — а там видно будет. В гимназии была средней ученицей — наука меня не интересовала и только в последнем классе, когда заговорило самолюбие, я приналегла и кончила с золотой медалью».— Мария Дурасова. Автобиография (1928)
После окончания гимназии училась на драматических курсах А. И. Адашева, была соученицей Евгения Вахтангова. Окончив курсы в 1912 году, по конкурсу прошла в состав МХТ. В 1913 году вошла в состав только что созданной Первой студии. На её сцене Мария Дурасова дебютировала в роли Мэри Пирибингль в спектакле «Сверчок на печи», готовила эту роль она под руководством Л. А. Сулержицкого, который оказал большое влияние на творческую жизнь актрисы.

«В роли Мэри Пирибингль зрители увидели совсем незнакомую исполнительницу; в программе против этой роли прочли имя, ранее не попадавшееся. И от неожиданности ещё сильнее были впечатление и радость, что объявился новый талант. А Дурасова — Мэри Пирибингль, — это было „объявление“ истинного театрального дарования… Тому, как студийка Дурасова передавала всю сложность чувств „малютки“, и её счастье, и её обиду, её нужность жены, матери, друга, человека — право, всему этому, всей верности и нежности выражений могла бы позавидовать и актриса с большим, устоявшимся именем. Так все это было просто и, вместе, глубоко, так все это было трепетно и, вместе, характерно, столько было в этом и жизни, и стиля».— Николай Эфрос. «Сверчок на печи». Инсценированный рассказ Ч. Диккенса. Студия Московского Художественного театра.
С 1915 года снималась в кино, дебютировала в фильме «Екатерина Ивановна» режиссёра Александра Уральского. После преобразования Первой студии во МХАТ 2-й оставалась в нём до его ликвидации, играла ключевые роли репертуара.

«Имя Дурасовой в начальный год театра называли среди первых, сразу вслед за именем Михаила Чехова. Её искусство рано определилось в своих свойствах. В его правдивости было больше от проникновенности, чем от жизнеподобия. В нём соединялось обостренное мастерство характерности с лиризмом подчас болезненным».— Инна Соловьева. Мария Александровна Дурасова // МХАТ Второй... .
В первой половине 1930-х Дурасова держалась в стороне от постановок советских пьес и была занята в инсценировках классики. После ликвидации Второго МХАТа она вместе с мужем А. И. Чебаном оказалась среди тех, кого В. И. Немирович-Данченко пригласил в МХАТ СССР им. М. Горького, и её репертуар существенно изменился. В автобиографии, написанной для мхатовского отдела кадров в марте 1952 года, Дурасова отмечала: «Это возвращение сопровождалось моими переживаниями. Я оплакивала свои роли, которые я играла, и я с трепетом ждала других. По необходимости пришлось сразу перейти от молодых и ведущих на роли пожилых, а творческих сил и возможностей было ещё много». М. А. Дурасова работала в МХАТ СССР им. М. Горького с 16 марта 1936 по сентябрь 1955 года, затем около двадцати лет прожила на пенсии, эпизодически снимаясь в кино.
В 1948 году награждена орденом Трудового Красного Знамени.
Скончалась Мария Александровна 17 октября 1974 года в Москве. Похоронена на Новодевичьем кладбище (участок № 2; через восемь лет здесь же был погребён прах её сына, также актёра Льва Дурасова).
Игра Марии Александровны отличалась изяществом и тонкостью психологической нюансировки. Создаваемые ей образы были исполнены возвышенной романтики и поэтичности.

## Роли в театре

### В МХТ[3]
- «Пир во время чумы» (по А. С. Пушкину — Мэри
- «Синяя птица» (по М. Метерлинку) — Митиль, Тильтиль

### В Первой студии и МХАТе Втором[12]
- 1913 — «Гибель „Надежды“» (постановка Р. В. Болеславского по Г. Гейерманcу) — Клементина
- 1914 — «Сверчок на печи» (инсценировка и постановка Б. М. Сушкевича по Ч. Диккенсу) — Мистрис Мери Пирибингль (роль исполнялась в течение 22 лет[2])
- 1915 — «Потоп» (постановка Е. Б. Вахтангова по Ю.-Х. Бергеру) — Лицци
- 1917 — «Двенадцатая ночь, или Как вам угодно» (постановка Б. М. Сушкевича по У. Шекспиру) — Виола, влюбленная в герцога
- 1920 — «Балладина» (постановка Болеславского по Ю. Словацкому — Алина[2]
- 1923 — «Укрощение строптивой» (постановка В. С. Смышляева по У. Шекспиру) — Бианка
- 1923 — «Король Лир» (постановка Б. М. Сушкевича по У. Шекспиру) — Корделия
- 1924 — «Гамлет» (постановка: В. С. Смышляев, В. Н. Татаринов, А. И. Чебан по У. Шекспиру) — Офелия
- 1924 — «Король квадратной республики» (1925, постановка Б. М. Сушкевича по Н. Н. Бромлей) — Паулетта, испанская принцесса
- 1925 — «Петербург» (постановка: С. Г. Бирман, В. Н. Татаринов, А. И. Чебан по А. Белому) — проститутка
- 1925 — «В 1825 году» (постановка Б. М. Сушкевича по Н. А. Венкстерн) — Маша
- 1926 — «Евграф, искатель приключений» (постановка Б. М. Сушкевича по А. М. Файко) — акробатка Бетти Шрадер
- 1927 — «Смерть Иоанна Грозного» (постановка В. Н. Татаринова по А. К. Толстому) — Царица Мария
- 1928 — «Митькино царство» (постановка В. С. Смышляев,С. Г. Бирман по К. А. Липскерову) — Маринка
- 1929 — «Человек, который смеется» (постановка Б. М. Сушкевича по Н. Н. Бромлей и В. А. Подгорному) — Герцогиня Джозиана, побочная сестра королевы; Дэа, слепая; Джозиана
- 1929 — «Бабы» (постановка: С. Г. Бирман, С. В. Гиацинтова, Л. И. Дейкун по К. Гольдони) — Каролина
- 1929 — «Чудак» (постановка: И. Н. Берсенев и А. И. Чебан по А. Н. Афиногенову) — Лозовская Юлия Георгиевна
- 1931 — «Тень освободителя» (постановка Б. М. Сушкевича по П. С. Сухотину) — Миша
- 1932 — «Униженные и оскорбленные» (постановка И. Н. Берсенева и С. Г. Бирман по Ф. М. Достоевскому) — Наташа Ихменева
- 1933 — «Суд» (постановка В. Н. Татаринова и А. И. Чебана по В. М. Киршону) — Берта
- 1933 — «Двенадцатая ночь, или Как вам угодно» (постановка С. В. Гиацинтовой и В. В. Готовцева по У. Шекспиру) — Виола, влюбленная в герцога
- 1935 — «Свидание» (постановка А. М. Азарина и А. И. Чебана по К. Я. Финну) — Татьяна Николаевна

### В МХАТ СССР им. М. Горького
- 1937 — «Анна Каренина» по роману Л. Н. Толстого — графиня Лидия Ивановна[3]
- 1938 — «Достигаев и другие» М. Горького — Жанна
- 1941 — «Школа злословия» Р. Шеридана — леди Снируэлл[10]
- 1942 — «Кремлёвские куранты» Н. Ф. Погодина — дама испуганная
- «Воскресение» по Л. Н. Толстому — графиня Чарская[3]
- 1954 — «Синяя птица» М. Метерлинка — соседка Берленго

## Фильмография
- 1915 — Екатерина Ивановна — Лиза[13]
- 1916 — Сверчок на печи — Мэри
- 1952 — Школа злословия — Леди Снируэл
- 1953 — Анна Каренина — графиня Лидия Ивановна
- 1961 — А если это любовь? — Анастасия Григорьевна, директор школы
- 1969 — Дворянское гнездо — Марфа Тимофеевна
- 1972 — Вино из одуванчиков